# Norra Kornsjön
Norra Kornsjön (på norska Nordre Kornsjø) är en sjö i Dals-Eds och Tanums kommuner i Sverige samt Haldens kommun i Norge. Sjön ingår i Enningdalsälvens huvudavrinningsområde. Den är 31 meter djup, har en yta på 5,93 kvadratkilometer och befinner sig 141,5 meter över havet. 
Sjön avvattnas av det korta vattendraget Noraneälven till de andra två Kornsjöarna och sedan av Kynne älv och slutligen av Enningdalsälven som mynnar i Idefjorden. Norra Kornsjön består av två delar som förbinds med ett sund som är ned till 20 meter brett. Det kallas "Sundet" och utgör riksgräns och korsas av två broar som bär länsväg 166/fylkesvei 101 respektive Norgebanan/Østfoldbanen. Noraneälven är utgrävd till en kanal, Nordnäskanalen, och förbinder Norra Kornsjön med Mellan-Kornsjön som har nästan samma vattennivå. På sjöarna och i kanalen gick 1899-1905 reguljär ångbåtstrafik, samt sedan 2000 turistångbåtstrafik.

## Delavrinningsområde
Norra Kornsjön ingår i det delavrinningsområde (654119-126041) som SMHI kallar för Utloppet av Norra Kornsjön. Medelhöjden är 153 meter över havet och ytan är 25,45 kvadratkilometer. Räknas de 4 avrinningsområdena uppströms in blir den ackumulerade arean 116 kvadratkilometer. Avrinningsområdets utflöde Enningdalsälven (Noraneälven) mynnar i havet. Avrinningsområdet består mestadels av skog (45 procent) och öppen mark (39 procent). Avrinningsområdet har 3,81 kvadratkilometer vattenytor vilket ger det en sjöprocent på 14,9 procent.

## Fisk
Vid provfiske har följande fisk fångats i sjön:
- Abborre
- Gädda
- Mört
- Sik
- Siklöja

## Större öar
- Bastøya (Norge, 750 × 140 m)
- Bokenesøya (Norge, 270 × 220 m)
- Bukkøya (Norge, 200 × 120 m)
- Finnviksøya (Norge, 850 × 500 m)
- Hisön (Sverige/Norge. 300 × 400 m)
- Kalvøya (Norge, 270 × 220 m)
- Rotön (Sverige, 550 × 120 m)
- Økøya (Norge, 270 × 220 m)

## Gränsen mellan Norge och Sverige
På Hisön ligger ett gränsröse som utgör gräns mellan Sverige och Norge samt gräns mellan landskapen Bohuslän och Dalsland. Mellan Idefjorden och Hisön drogs enligt Nasselbackatraktaten 1661 gränsen mellan Norge och Bohuslän, som sedan 1658 tillhör Sverige. Gränsen från Hisön till en plats i norra Finland (som då tillhörde Sverige) drogs enligt Strömstadstraktaten 1751.